# Otto Kahler

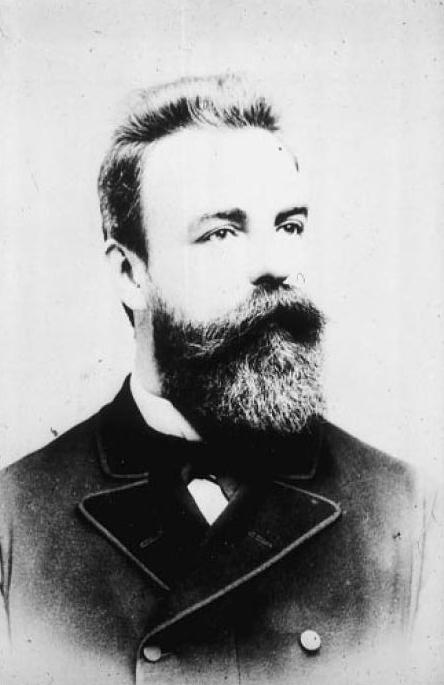
Otto Kahler rond 1880

Otto Kahler (Praag, 8 januari 1849 - Wenen, 24 januari 1893) was een Oostenrijks arts.
Kahler studeerde in zijn geboorteplaats aan de Karl-Ferdinands-universiteit en verkreeg daar in 1871 zijn artsenbul. Na de splitsing van de universiteit in een Tsjechisch en een Duits deel studeerde hij verder aan de Duitse universiteit. Kahler deed daar tevens onderzoek. In 1882 volgde zijn benoeming tot bijzonder hoogleraar; in 1886 kreeg hij officieel een leerstoel en werd hij directeur van de tweede medische kliniek. Als opvolger van Heinrich von Bamberger werd Kahler in 1889 benoemd tot hoogleraar voor speciële pathologie aan de universiteit van Wenen. Vanaf 1890 leed Kahler aan tongkanker waaraan hij in 1893 overleed.
 Kahler is vooral bekend geworden door de beschrijving van het multipel myeloom, ook wel plasmocytoom of de ziekte van Kahler genoemd. Kahler was ook de eerste die het beeld syringomyelie beschreef.

## Publicaties
- Beiträge zur Pathologie und zur pathologischen Anatomie des Zentralnervensystems. (samen met Arnold Pick) C.L. Hirschfeld, Leipzig 1879
- Über die Diagnostik der Syringomyelie. (eerste beschrijving) Prager Med. Wschr. Vol.13 (1888), p. 45 u. 63
- Zur Symptomatologie des multiplen Myeloms. Beobachtung von Albumosurie In: Prager Medicinische Wochenschrift, XIV. Jahrgang, 23. Januar 1889, Nr 4, p. 33-35